# Лінійні крейсери типу «Амаґі»
Лінійні крейсери класу «Амаґі»(яп. 天城型巡洋戦艦) — серія з чотирьох лінійних крейсерів, запланованих для Імператорського флоту Японії у рамках програми «8-8» на початку 1920-х років. Кораблі мали називатися «Амаґі», «Акаґі», «Атаґо» та «Такао».

## Конструкція
Конструкція «Амаґі» була по суті подовженою версією лінкорів класу «Тоса», але з тоншим броньованим поясом і палубою, потужнішою силовою установкою та зміненим розташуванням допоміжного озброєння. Вони мали нести ту саму головну батарею з десяти 410 мм гармат і мали розвивати максимальну швидкість 30 вузлів.

## Доля проєкту
Обмеження, накладені Вашингтонським морським договором 1922 року, не дозволили завершити кораблі як планувалося. Однак договір містив дозвіл на переобладнання корпусів, які вже будувалися, на авіаносці. «Амаґі» та «Акаґі» були призначені для переобладнання, але землетрус пошкодив корпус «Амаґі» так сильно, що корабель було списано на металобрухт. «Акаґі» був завершений як авіаносець і успішн діяв складі Кідо Бутай під час Другої світової війни, взявши участь у японській атаці на Перл-Гарбор, перш ніж був потоплений у битві при Мідвеї.